# Pohnpei

Cờ của Pohnpei

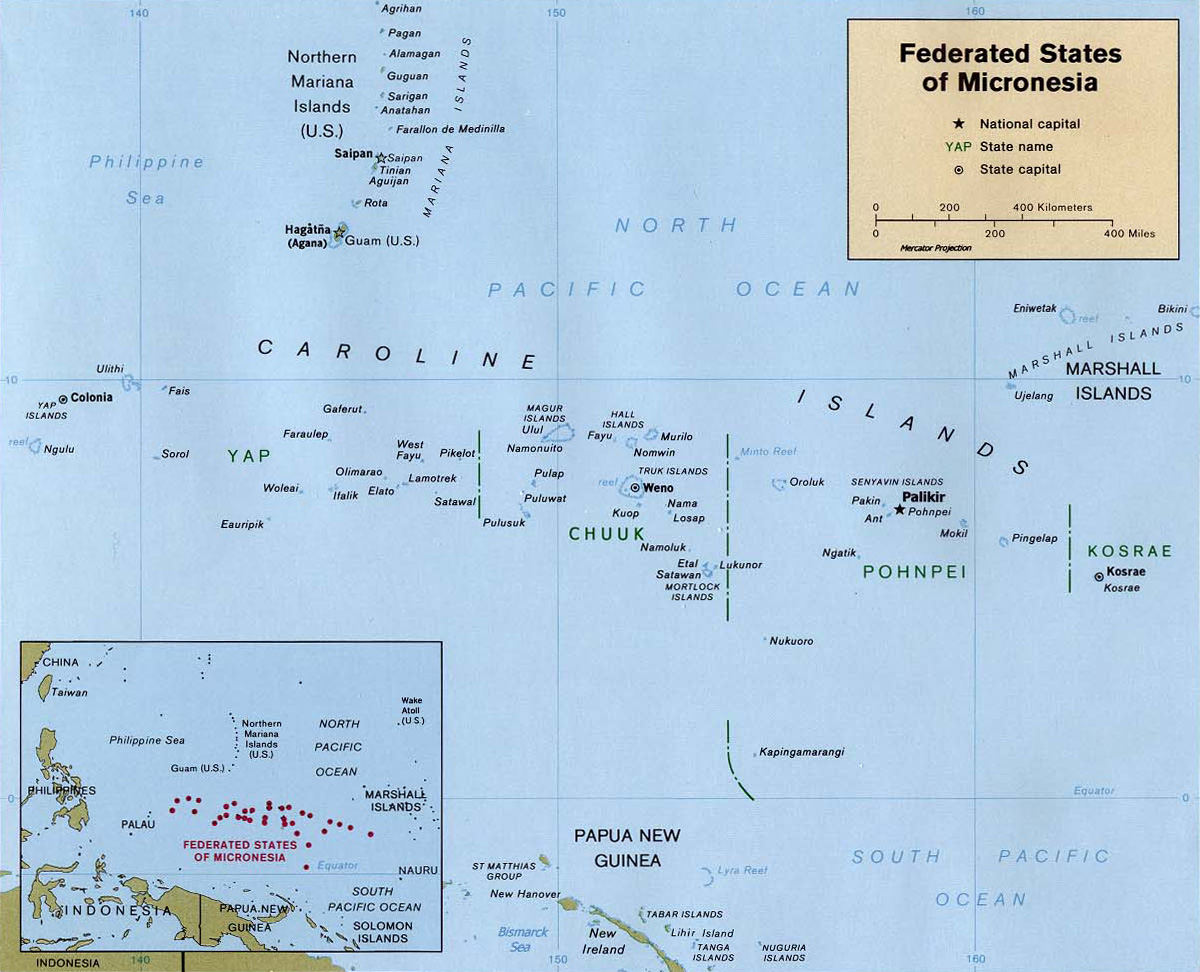
Pohnpei trong Liên bang Micronesia

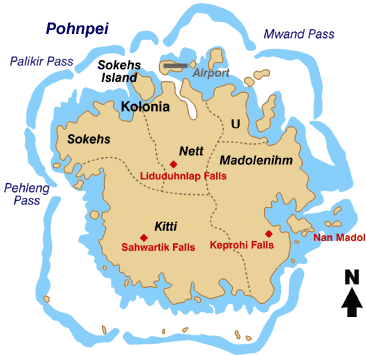
Bản đồ Hành chính của Pohnpei

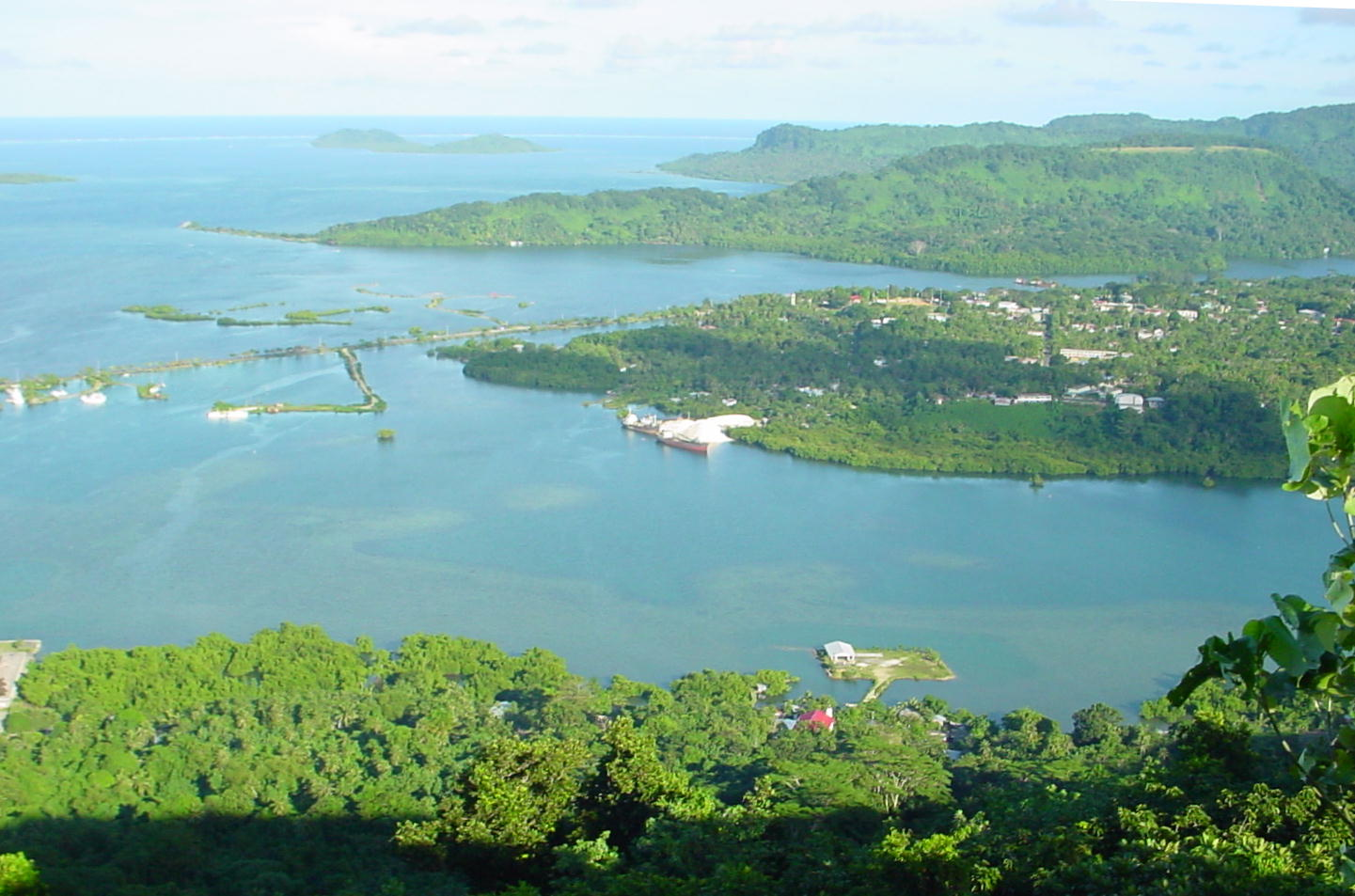
Thị trấn Kolonia nhìn từ đỉnh Sokehs

Pohnpei (từng được gọi là Ponape) là một trong 4 bang của Liên bang Micronesia, nằm trên Quần đảo Senyavin thuộc Quần đảo Caroline lớn hơn. Thủ đô Palikir của Liên bang nằm trên đảo Pohnpei. Sân bay Quốc tế Pohnpei (PNI) nằm gần Kolonia, trên một hòn đảo nhỏ tên là Deketik ở gần bờ biển phía bắc của đảo chính.
Đảo Pohnpei là hòn đảo lớn nhất, cao nhất, đông dân nhất và phát triển nhất trong toàn Liên bang Micronesia. Người dân đảo nổi danh là rất hiếu khách, đảo cũng có sự đa dạng về sinh học. Pohpei là một trong những hòn đảo ẩm ướt nhất trên Trái Đất với lượng mưa trung bình hàng năm vượt quá 7600 mm ở những nơi đồi núi trên đảo.

## Địa lý
Diện tích của Pohnpei là 345 km². Dân số của toàn bang xấp xỉ 34.000 người. Phần lớn cư dân tự coi mình là người Pohnpei mặc dù Pohnpei có nhiều dân tộc khác nhau hơn bất kỳ hòn đảo nào trong toàn Liên bang Micronesia. Hòn đảo có lịch sử hàng trăm năm bị nước ngoài chiếm đóng, kéo theo những người Nhật, người Chamorro, người Philippines, người Mỹ, người Úc, người Đức, người Tây Ban Nha và người các quốc gia Tây Âu khác. Đây là nơi đặt thủ đô của Chình phủ Quốc gia, và có hàng trăm nhân viên đến từ 3 bang khác (Yap, Chuuk, Kosrae) trong nước đến làm việc với nguồn gốc dân tộc và văn hóa riêng biệt.

## Lịch sử
Thành phố Nan Madol đã được xây dựng ở đây, tuy nhiên hiện chỉ còn là phế tích. Thành phố là kinh đô của triều đại Saudeleur cho đến khoảng năm 1500 SCN. Pohnpei được người châu Âu biết đến lần đầu vào năm 1828 bởi nhà hàng hải người Nga Fyodor Litke. Từ giữa thế kỷ 19 đến đầu thế kỷ 20, những người săn cá voi, những người truyền giáo và sau đó là người Tây Ban Nha và người Đức tiếp quản hòn đảo. Vào năm 1898, Tây Ban Nha đã bán hòn đảo cho Đế quốc Đức. Một cuộc nổi dậy chống lại người Đức đã nổ ra vào ngày 18/10/1910 và kết thúc vào tháng 2 năm sau. Một số người nổi dậy đã bị treo cổ sau đó, nhiều người khác bị đưa đi lao động khổ sai trên các hòn đảo khác của Đức của Thái Bình Dương.
Nhật Bản được quyền chiếm giữ Pohnpei cùng với toàn bộ Quần đảo Caroline, Quần đảo Marshall và Quần đảo Mariana (ngoại trừ Guam của Hoa Kỳ) sau Chiến tranh Thế giới thứ 1. Tuy nhiên, khi Nhật Bản thất trận trong Chiến tranh Thế giới thứ 2, tất cả công dân Nhật Bản đã bị bắt buộc dời khỏi hòn đảo. Trong khi nhiều họ hàng người Pohnpei của họ vẫn còn ở lại. Hòn đảo sau đó là một phần của Lãnh thổ ủy trị Quần đảo Thái Bình Dương do Liên Hợp Quốc ủy quyền cho Hoa Kỳ cai quản. Liên bang Micronesia hoàn toàn độc lập vào năm 1986. 

## Hành chính

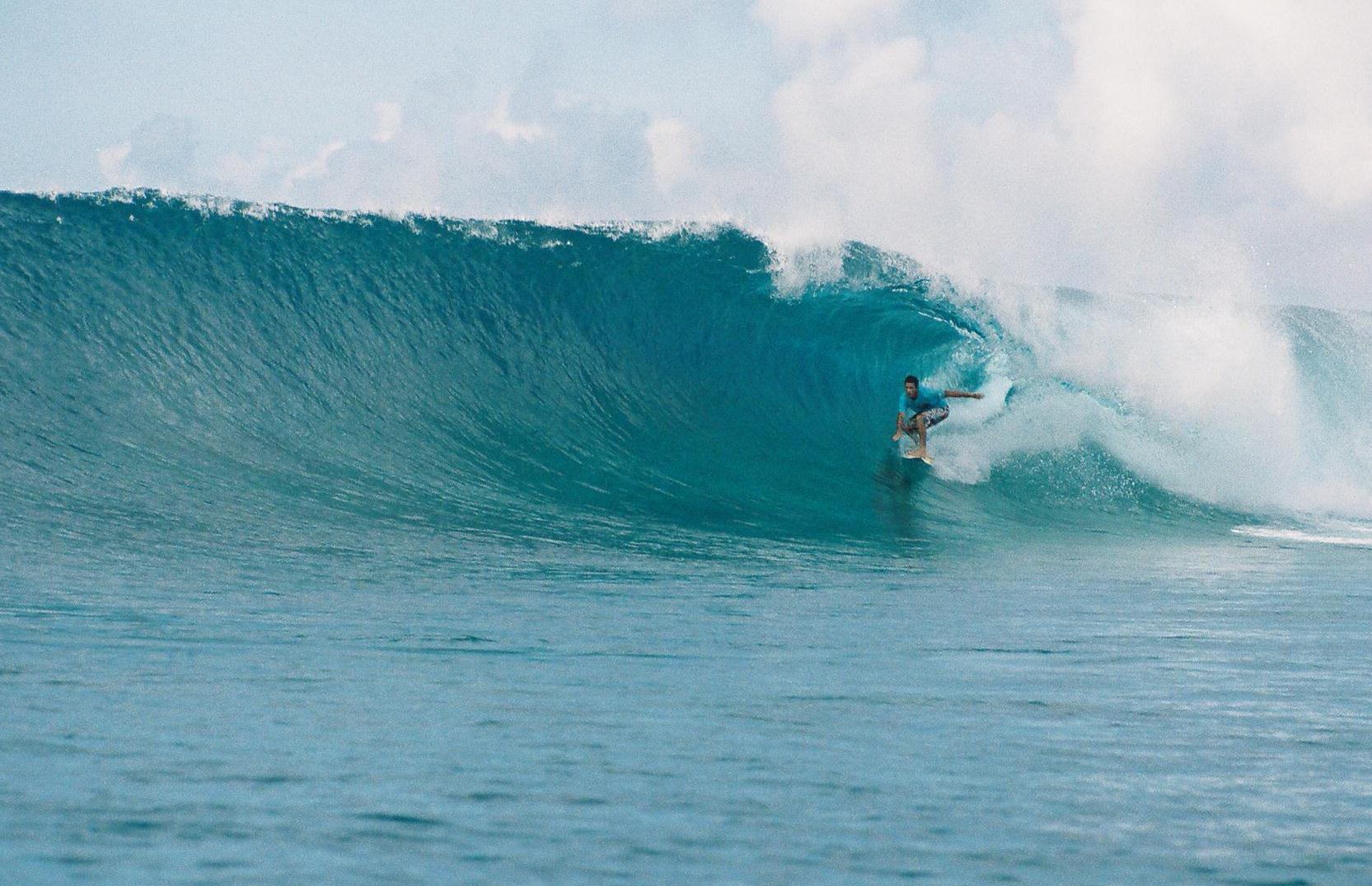
Lướt sóng gần bờ biển Palikir

Pohnpei có 13 đô thị tự trị (Municipality):
| - Kapingamarangi - Kitti - Kolonia - Madolenihmw - Mokil - Nett - Ngatik | - Nukuoro - Oroluk - Pingelap - Sokehs - U - Sapwalap |